# Pione de Maximilien
Pionus maximiliani
Espèce
Statut de conservation UICN

 LC  : Préoccupation mineure
Synonymes
Psittacus maximiliani
Statut CITES
La Pione de Maximilien (Pionus maximiliani), est une espèce d'oiseaux de la famille des Psittacidae.
Son nom spécifique provient du prince allemand Maximilian Alexander Philipp zu Wied-Neuwied qui a travaillé sur ce sujet au Brésil, de 1815 à 1817. C'est un oiseau commun dans la nature, mais il souffre localement de déclin à la suite de la déforestation et des captures importantes. Entre 1981 et 1990, près de 68 000 pionus de ce type ont été exportés d'Argentine.

## Description
Sa longueur va de 29 à 31 centimètres. C'est le plus grand de la famille Pionus. Il pèse de 225 à 275 grammes. On constate un plumage vert tout en nuances, avec à la tête des plumes vertes bordées de gris clair. Il possède un large collier mauve à la gorge, des cercles oculaires blancs et dénudés. Le dessous des rectrices est de couleur rouge vif. On voit chez l'adulte quelques plumes bleues en bord de queue. Ses yeux sont bruns, son bec couleur corne, ses pieds et pattes gris.

### Distribution
Cet oiseau vit dans l'est du Brésil, la Bolivie, le Paraguay et l'extrême nord de l'Argentine.

### Habitat
Forêt claire et zones boisées découvertes. En couples, en petites ou vastes bandes : on a pu voir des groupes d'une cinquantaine d'oiseaux.

### Nourriture
Granivore, herbivore. Fruits et semences récoltés dans les arbres: noix (Araucaria angustifolia), figues (Ficus spp), baies.

### Reproduction
La femelle pond de 2 à 5 œufs blancs (32 x 24 mm), dans des cavités d'arbres. En général, c'est elle qui se charge de l'incubation qui dure 26 jours, le mâle s'occupant de la nourrir pendant cette période. Les jeunes sont sevrés à 10-12 semaines. Maturité sexuelle à 3 ans. Ce type de Pionus peut également servir de parent adoptif pour des espèces capricieuses.

### Sexage
Il n'existe pas de différence visuelle entre mâle et femelle. La façon la plus sûre est d'utiliser le sexage en réalisant une analyse ADN de l'oiseau, qui se pratique grâce à quelques plumes.

### Captivité
Relativement peu commun en aviculture en Europe, mais très répandu en Amérique, dont il est originaire. Un couple se reproduit facilement en volière et ne montre pas d'agressivité.

Le pionus s'apprivoise assez facilement.  Il est possible de lui apprendre à siffler un air et à dire quelques mots. Mettez de nombreux jouets dans la cage pour le stimuler, et alternez les jouets afin qu'il y trouve toujours du plaisir. Ils sont réputés pour être des oiseaux calmes et ils ne crient que rarement. Ils cherchent le contact, puisqu'ils aiment être en votre compagnie, mais ils n'aiment pas tellement être tenus dans les mains. Ils vivent en moyenne 20 à 25 ans, et pourraient atteindre 40 ans.

### Sous-espèces
D'après la classification de référence (version 5.2, 2015) du Congrès ornithologique international, cette espèce est constituée des quatre sous-espèces suivantes (ordre phylogénique) :
- Pionus maximiliani maximiliani : c'est la première nomination de sous-espèce et elle a été enregistrée par Heinrich Kuhl en 1820. Le vert sur ces perroquets tend vers des nuances assez légères.
- Pionus maximiliani siy : gorge rouge pourpre avec tache rose-rouge sur le haut, poitrine pourpre, la coloration verte aurait une nuance de bronze plus prononcée sur l'abdomen, le dos et les primaires. Répertorié par le baron français Charles de Souance en 1856.
- Pionus maximiliani lacerus : très semblable à Pionus maximiliani siy, sauf que la nuance bronze serait plus pâle et la bande sur le jabot aurait une teinte plutôt bleu mauve. Enregistré la première fois par Ferdinand Heine en 1884.
- Pionus maximiliani melanoblepharus : la coloration verte sur l'abdomen et sur le dos et la bande mauve sur le jabot serait plus foncée. Le Brésilien Alipio de Miranda Riberio l'a enregistré en 1920.